# Dysschema constans
Dysschema constans là một loài bướm đêm thuộc phân họ Arctiinae, họ Erebidae.